# Moog Music
La Moog Music Inc. è una società statunitense con sede ad Asheville, Carolina del Nord, produttrice di strumenti musicali elettronici. La società che porta attualmente questo nome è la seconda di appartenenza di Robert Moog, dopo quella fallita nel 1993.

## R.A. Moog Co. e la prima Moog Music

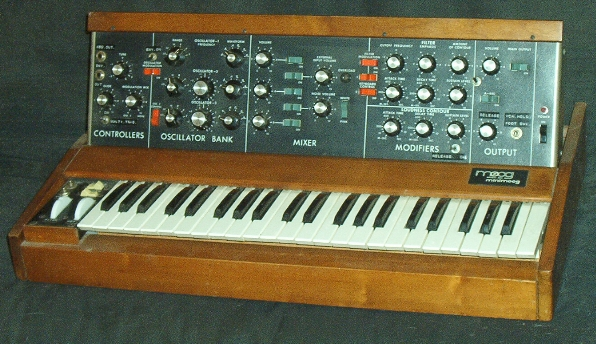
Il Minimoog, forse il prodotto più famoso della Moog Music

La prima società di proprietà di Robert Moog fu fondata a Trumansburg come R.A. Moog Co. nel 1953 e costruiva piccoli modelli di Theremin e, più tardi, sintetizzatori analogici modulari in varie configurazioni. Nel 1972 la società cambiò nome in Moog Music e diventò una tra le più famose società produttrici di sintetizzatori di tutti i tempi. Tra i prodotti più famosi vi è il Minimoog model D, uno dei primi sintetizzatori portatili caratterizzato dall'unione nello stesso strumento di motore sonoro e tastiera, distribuito come prodotto "appetibile" anche a musicisti non ricchi e divenuto oggi uno dei sintetizzatori più ricercati al mondo.
Dopo essere diventata Moog Music, la società cambiò più volte proprietà sino a venire assorbita dalla Norlin che prima ancora aveva acquistato la società produttrice di chitarre Gibson. Negli anni settanta la Norlin produsse con il marchio Moog svariati sintetizzatori che però non ebbero lo stesso successo di quelli prodotti da Robert Moog.
A causa di ciò, la società cominciò ad avere problemi finanziari che portarono nel 1977 all'abbandono da parte di Robert Moog e nel 1986 alla bancarotta. Nonostante un vano tentativo di salvarla, la società chiuse ufficialmente i battenti nel 1993.

## La nuova Moog Music Inc.
Robert Moog rientrò nell'industria musicale con una compagnia chiamata Big Briar, che produceva mini-theremin con il marchio di Etherwave. La Big Briar espanse progressivamente il suo range di produzione fino a stringere un accordo di collaborazione con la Bomb Factory, al fine di sviluppare plug-in digitali per Pro Tools.
Nel 2002 Robert Moog riacquisì i diritti per il marchio Moog Music, dopo una battaglia portata avanti innanzi la TTAB (Trademark Trial and Appeal Board) contro Don Martin, presidente dell'omonima Moog Music, Inc., che dopo la scadenza naturale, nel 1995, dei marchi "Moog" e "Minimoog", inoltrò la domanda all'USPTO (United States Patents and Trademarks Office) per la registrazione di quest'ultimi. Un'altra compagnia, Moog CE, che vendeva moduli di espansione per i prodotti degli anni '70, accettò di cambiare il proprio nome per aiutare la Moog Music a rientrare nel mercato.
Il primo prodotto della nuova società fu il Minimoog Voyager, versione ammodernata del celebre Minimoog, uscita nel 2004. L'anno successivo Robert Moog morì per un tumore al cervello.
Nel 2006 venne messo in commercio il Little Phatty, nuovo sintetizzatore a due oscillatori e due anni più tardi la società lanciò la Moog Guitar, una chitarra elettrica innovativa, mai davvero apprezzata dal mercato.
Nel corso degli anni successivi la Moog si dedicò, oltre alla produzione degli avveniristici pedali effetto "Moogerfooger", allo sviluppo ulteriore delle due serie: "Minimoog Voyager" e "Phatty". La prima con varie versioni di materiali e colori, due moduli di espansione, una versione "Old School" priva di preset e MIDI, un modulo montabile a rack e infine il modello "XL", con tastiera a 5 ottave e una patch-bay; la seconda con l'aggiornamento del Little Phatty alle versioni "Stage" e Stage II, seguite dai modelli Sub Phatty, Sub 37 e l'attuale Subsequent 37.
Nel 2014, in occasione del 50º anniversario dell'azienda, Moog produsse a sorpresa alcuni esemplari dei grandi modulari degli anni '70 in maniera completamente fedele ai progetti originali, partendo da alcuni cloni del sistema personale di Keith Emerson chiamato "EMMS", per poi costruire diversi Model 15, System 35 e 55, IIIc e IIIp.
Due anni più tardi il progetto di riedizione di strumenti mitici del passato si estese al Minimoog model D, di cui furono costruite diverse centinaia di esemplari, anche qui in modo maniacalmente identico all'originale, coinvolgendo addirittura alcune aziende produttrici di componenti che nel frattempo avevano cessato l'attività da diversi decenni. Al progetto originale furono aggiunte alcune funzionalità, tra cui un LFO dedicato e la connettività MIDI, che rendono la recente riedizione ancora più appetibile del modello degli anni '70.
Forti dello studio dei vecchi sintetizzatori che portarono il nome di Moog nella leggenda, dal 2015 i progettisti dell'azienda iniziano a guardare con favore al mondo della musica elettronica contemporanea: con l'uscita del Mother-32 Moog inizia a dedicarsi a una serie di prodotti più semplici ma mirati alla produzione musicale di quegli anni, dando maggiore importanza all'espandibilità e all'interconnettività con i sintetizzatori modulari, prevalentemente Eurorack di cui il Mother-32 può diventare un vero e proprio modulo, e a funzionalità più al passo con la cultura musicale degli anni 2010, mantenendo invariate, se non migliorando, le qualità leggendarie dei suoi sintetizzatori, quali la sonorità del filtro passa-basso e la forma molto musicale degli inviluppi.
Seguendo questi principi, negli anni successivi escono il DFAM (Drummer From Another Mother), sintetizzatore pensato per produrre sequenze ritmiche o percussive, e il Grandmother, strumento a tastiera che eredita gli elementi del motore sonoro direttamente dalle esperienze dei modulari e del Minimoog model D.
L'azienda di Robert Moog, la Moog Music, è diventata a giugno del 2015 di co-proprietà dei suoi 62 dipendenti, come era nelle volontà del suo fondatore.